# كربوكسي ببتيداز

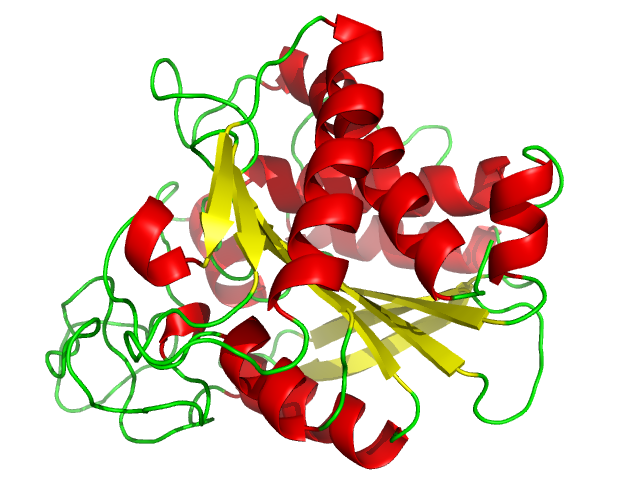
كربوكسي ببتيداز A من بنكرياس بقري

كربوكسي ببتيداز (الاسم العلمي: Carboxypeptidase) هو إنزيم من إنزيمات الببتيداز، وهي إنزيمات تقوم بتكسير (فصم) الرابطة الببتيدية عبر التحلل المائي (حلمهة) النهاية الكربوكسيلية لبروتين أو ببتيد، وذلك على العكس من إنزيمات أمينوببتيداز التي تعتني بتكسير الروابط الببنيدية على النهاية الأمينية
توجد إنزيمات كربوكسي ببتيداز في عدد كبير من الكائنات الحية، وتقوم بوظائف حيوية مهمة.